# گارد سوئیسی
گارد سوئیس (لاتین: Custodes Helvetici; ایتالیایی: Guardie Svizzere) گروهی از سربازان سوئیسی هستند که از قرن پانزدهم میلادی در دربار کشورهای اروپایی به عنوان نگهبان حضور داشته‌اند. علاوه بر یگان‌های کوچک حاضر در قصرها و ساختمان‌های مسکونی سلطنتی، هنگ‌های مزدور سوئیسی نیز در ارتش‌های مختلف مانند فرانسه، اسپانیا و ناپل حضور داشته‌اند. یک نیروی زمینی کوچک است که زیر نظر سریر مقدس قرار دارد. این نیرو وظیفه حفاظت از پاپ و کاخ واتیکان را بر عهده دارد و به صورت غیررسمی نیروی نظامی واتیکان به شمار می‌آید.

## نگارخانه

گاردهای سوئیسی در حال انجام وظیفه در سن پیترو
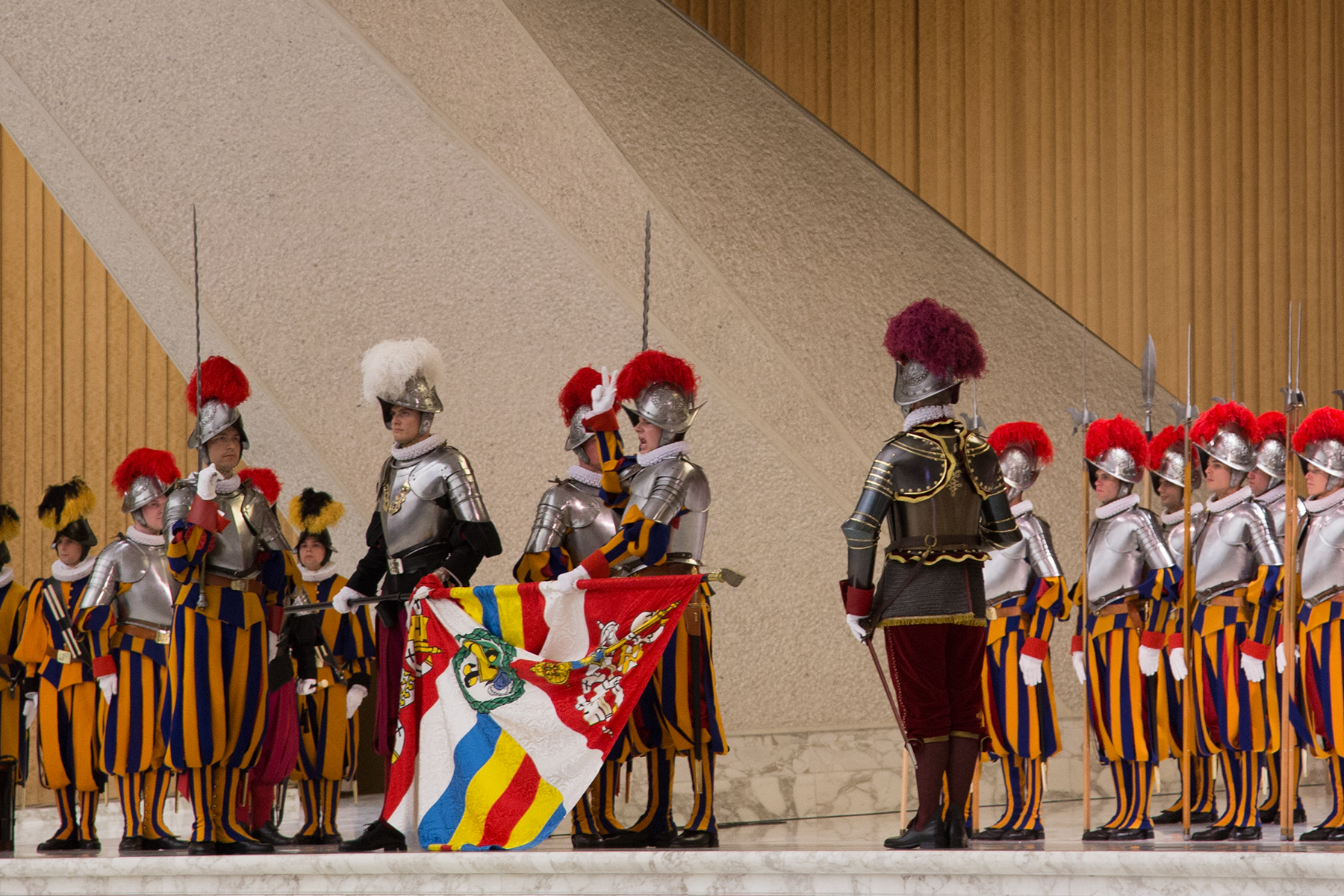
گاردهای سوئیسی در حال ادای سوگند
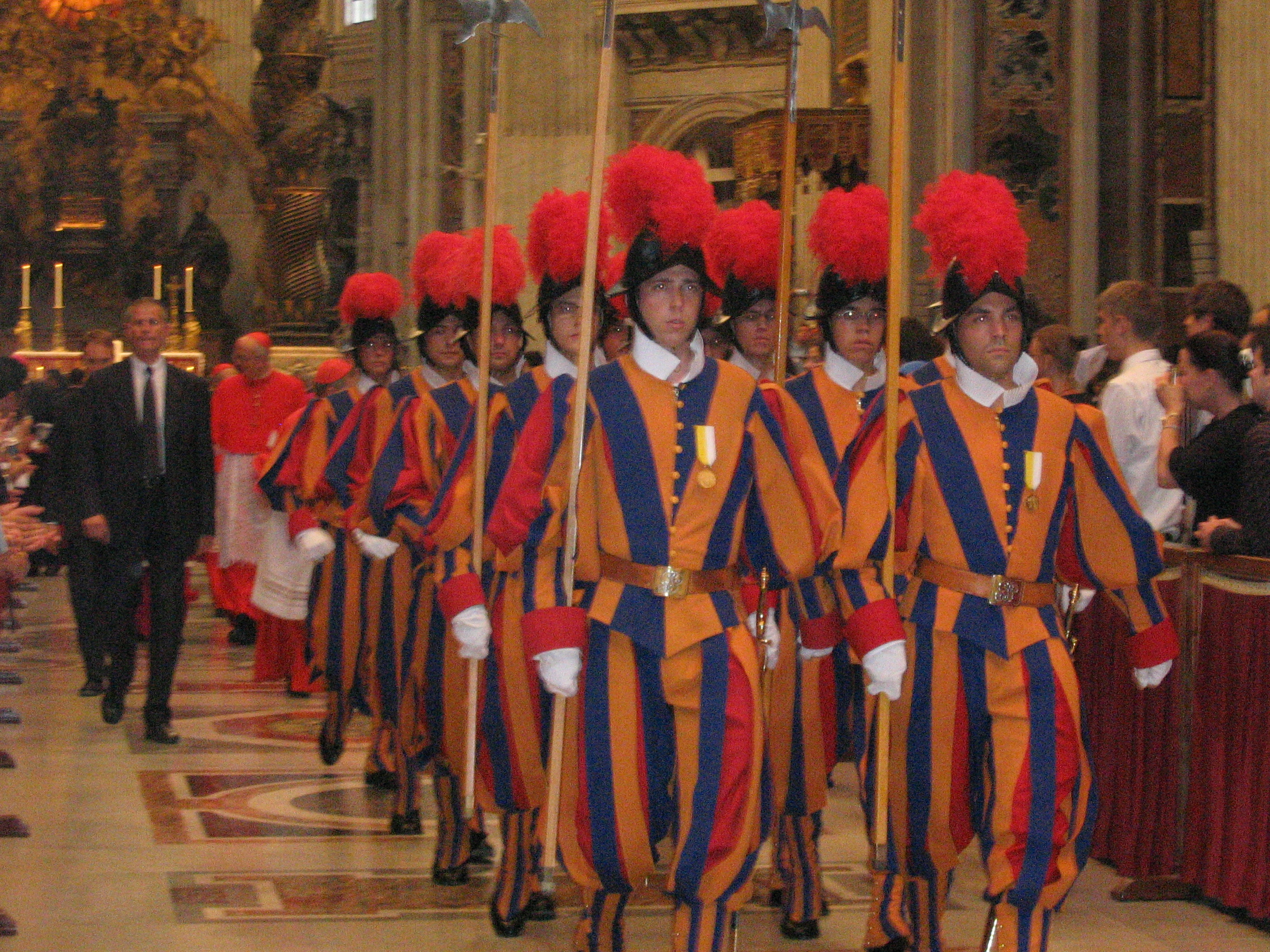
گاردهای سوئیسی در کلیسای سن پیترو